# مارک بونر (بازیکن فوتبال)
مارک بونر (انگلیسی: Mark Bonner؛ زادهٔ ۷ ژوئن ۱۹۷۴) بازیکن فوتبال اهل بریتانیا است.
از باشگاه‌هایی که در آن بازی کرده‌است می‌توان به باشگاه فوتبال هال سیتی، باشگاه فوتبال کاردیف سیتی، باشگاه فوتبال اولدهام اتلتیک، و باشگاه فوتبال بلکپول اشاره کرد.